# Sjukovskij
Sjukovskij (russisk: Жуковский) er en sovjetisk biografisk film fra 1950 instrueret af Vsevolod Pudovkin og Dmitrij Vasiljev. Filmen handler om den russiske videnskabsmand og grundlægger af russisk luftfart Nikolaj Sjukovskij.

## Medvirkende
- Jurij Jurovskij – Nikolaj Sjukovskij
- Ilja Sudakov – Dmitrij Mendelejev
- Vladimir Belokurov – Sergej Tjaplygin
- Vladimir Druzjnikov – Pjotr Nesterov
- Sofija Giatsintova – Anna Nikolaevna
- Georgij Jumatov som Kasjanov, Sjukovskijs elev